# Tramaga
Tramaga ist ein Ort und eine ehemalige Gemeinde (Freguesia) im portugiesischen Kreis Ponte de Sor. Die Gemeinde hatte 1533 Einwohner (Stand 30. Juni 2011).
Am 29. September 2013 wurden die Gemeinden Tramaga, Vale de Açor und Ponte de Sor zur neuen Gemeinde União das Freguesias de Ponte de Sor, Tramaga e Vale de Açor zusammengeschlossen.